# Manresa
Manresa je město v Katalánsku, metropole comarky Bages. Nachází se 60 km severozápadně od Barcelony nedaleko soutoku řek Cardener a Llobregat. Žije v něm přibližně 80 tisíc obyvatel. Manresa je členem sítě měst Eurotowns.
Dominantou města je mariánská bazilika La Seu. Kostel na jejím místě existoval již roku 890 a byl zničen Almanzorem. Stavba gotické baziliky začala roku 1322 a řídil ji architekt Berenguer de Montagut, vysvěcena byla roku 1371, avšak úplně dokončena byla až roku 1934. V osmnáctém století vznikl také kostel nad poustevnou Cova de Sant Ignasi, kde v letech 1522 až 1523 Ignác z Loyoly rozjímal a složil svá Duchovní cvičení. Z období vlády Petra IV. Aragonského pochází akvadukt Séquia de Manresa. Přes řeku Cardener vede gotický most, zdevastovaný za občanské války a obnovený v šedesátých letech.
Manresa je významným centrem textilního, sklářského a strojírenského průmyslu. V okolí se pěstuje vinná réva. V roce 1974 byla postavena přehradní nádrž Parc de l'Agulla, která zásobuje město vodou a slouží také k rekreaci.
Ve městě sídlí basketbalový klub Bàsquet Manresa, mistr Španělska z roku 1998. Koná se zde umělecký festival Fira Mediterrania in Manresa. Narodil se zde fyzik Ignacio Cirac.